# Décès en 844
Décès
- 840
- 841
- 842
- 843
- 844
- 845
- 846
- 847
- 848

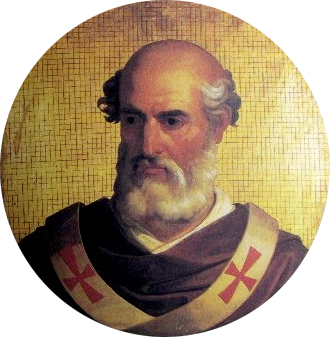
Grégoire IV, mort en 844.

Cette page dresse une liste de personnalités mortes au cours de l'année 844 :
- entre janvier et juin : Bernard de Septimanie, fils de Guillaume de Gellone, comte d'Autun, duc puis marquis de Septimanie, comte de Barcelone et comte de Toulouse[1].
- 11 janvier : Michel Ier Rangabé, empereur byzantin.
- 25 janvier : Grégoire IV, pape[2].
- février : Bernard II de Poitiers, comte de Poitiers.
- 24 mai : Renaud d'Herbauges, comte d'Herbauges.
- 7 juin : Hugues l'Abbé[1].
- 14 juin : Hugues l'Abbé, fils bâtard de Charlemagne, et de sa concubine Régina évêque de Metz.
- 24 septembre : Tachibana no Hayanari, fonctionnaire du gouvernement, calligraphe et membre du clan Tachibana de l'époque de Heian de l'histoire du Japon.
- novembre : Abd Allah, gouverneur Tâhiride du Khorassan.
- 17 ou 19 décembre : Ashinas (en), général sous le califat d'Al-Muʿtas̩im.
- Abu al-'Ala' Ahmad al-'Amiri (en), 9e gouverneur du Yémen.
- Berà I, comte du Razès et du Conflent, premier comte de Barcelone et également comte de Gérone et de Besalú.
- Galindo Garcés, comte d'Aragon.
- Merfyn Frych ap Gwriad, roi de Gwynedd, au Pays de Galles.
- Chen Yixing (en), ministre chinois.
- Liu Zhen (en), fils du général Liu Congjian (en).

## Crédit d'auteurs
- Cet article est partiellement ou en totalité issu de l'article intitulé « 844 » (voir la liste des auteurs).